# آلباتروس ال۷۷وی
آلباتروس ال۷۷وی (به انگلیسی: Albatros_L_77v) یک هواگرد از نوع هواگرد شناسایی ساخت شرکت آلباتروس فلوکتسایک‌ورک در آلمان است. هواگرد آلباتروس ال۷۷وی نخستین پروازش را در ۱۹۲۸ میلادی انجام داد. در مجموع، تعداد ۴ فروند از این هواگرد ساخته شده‌است.